# Stedum
Stedum (på tysk Steidum) var en landsby og et sogn på den nordfrisiske ø Sild ud for Sønderjyllands vestkyst. Stedum Kirke var beliggende syd for Kejtum og øst for Rantum. Den gik under ved stormfloden i 1362 (den store manddrukning). Om den oversvømmede landsby minder endnu marknavnet Stedum Enge. Vaderne sydøst for Sild (ved Rantumbassin) kaldes også for Stedum Bugt (Steidum Bucht).
Stednavnets forled et flertal dativ af oldfrisisk stede i betydning (bo)sted. Andre oversvømmede landsbyer er Ejdum (vest for Vesterland) og Vardum (på det sydlige Sild).